# Калейнар
Калейна́р — название семейства светосильных четырёхлинзовых объективов, выпускавшихся в СССР.
Оптическая схема «Калейнар» выполнена по принципу усложнённого Триплета Кука и была разработана немецкой фирмой Rüo-Optik G.m.b.H. В 1930-х годах разработка была выкуплена ВООМП для использования в киносъёмочных объективах. Однако, из-за недопустимого падения разрешающей способности на краю поля рассчитанных по этой схеме объективов, их дальнейшие разработки были приостановлены до 1960-х годов, когда из новых сортов оптического стекла удалось сконструировать более удачные образцы.

## Модели
На киевском заводе «Арсенал» выпущено только две модели объективов «Калейнар»: с индексами 3 и 5.

### Калейнар-3
«Калейнар-3» — для однообъективных зеркальных среднеформатных фотоаппаратов с размером кадра 6×6 см. Выпускался в двух модификациях:
- «Калейнар-3Б» — с байонетом Б для фотоаппаратов семейства «Киев-6С» и «Киев-60».
- «Калейнар-3В» — с байонетом В для фотоаппаратов «Салют», «Салют-С» и «Киев-88».

### Калейнар-5
- «МС Калейнар-5Н» — для однообъективных зеркальных фотоаппаратов с размером кадра 24×36 мм. Выпускался с байонетом F для фотоаппаратов «Киев-17», «Киев-18», «Киев-19», «Киев-20», «Киев-19М».

В настоящее время киевский завод «Арсенал» выпускает эти модели под названием «Arsat».
- В 1983 году на киевском заводе «Арсенал» выпущен прототип объектива «Калейнар-5» 2,8/100 с байонетом Leica M.[4]

| Объектив       | Фокусное расстояние | Относительное отверстие | Назначение Байонет     |
| -------------- | ------------------- | ----------------------- | ---------------------- |
| Калейнар-3Б    | 150                 | 2,8                     | Телеобъектив Байонет Б |
| Калейнар-3В    | 150                 | 2,8                     | Телеобъектив Байонет В |
| МС Калейнар-5Н | 100                 | 2,8                     | Телеобъектив Байонет F |